# Sipperblindia
Sipperblindia (Blindia acuta) är en bladmossart som beskrevs av Bruch och W. P. Schimper in B.S.G. 1846. Enligt Catalogue of Life ingår Sipperblindia i släktet blindior och familjen Seligeriaceae, men enligt Dyntaxa är tillhörigheten istället släktet blindior och familjen Seligeriaceae. Arten är reproducerande i Sverige. Inga underarter finns listade i Catalogue of Life.

## Bildgalleri

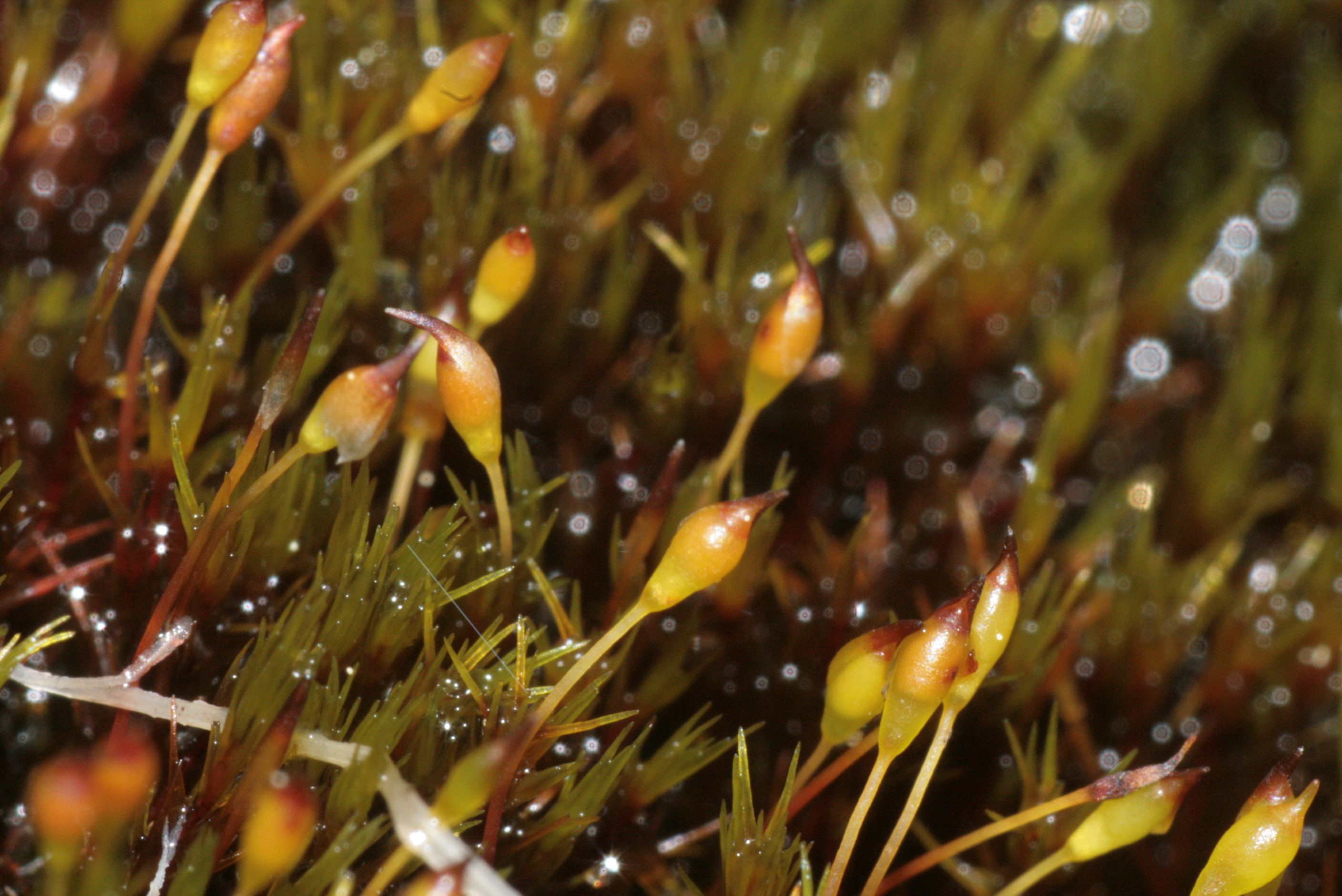
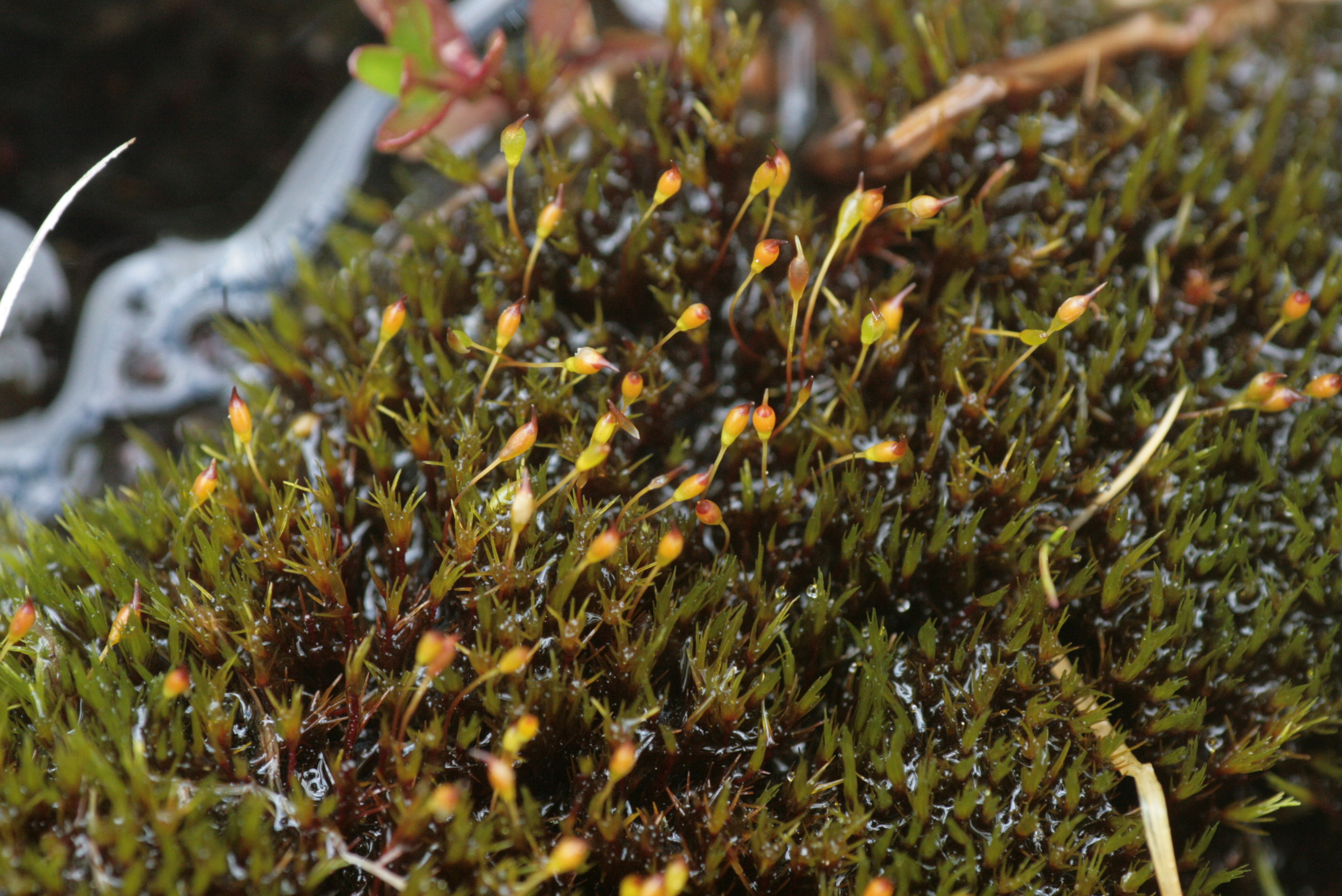
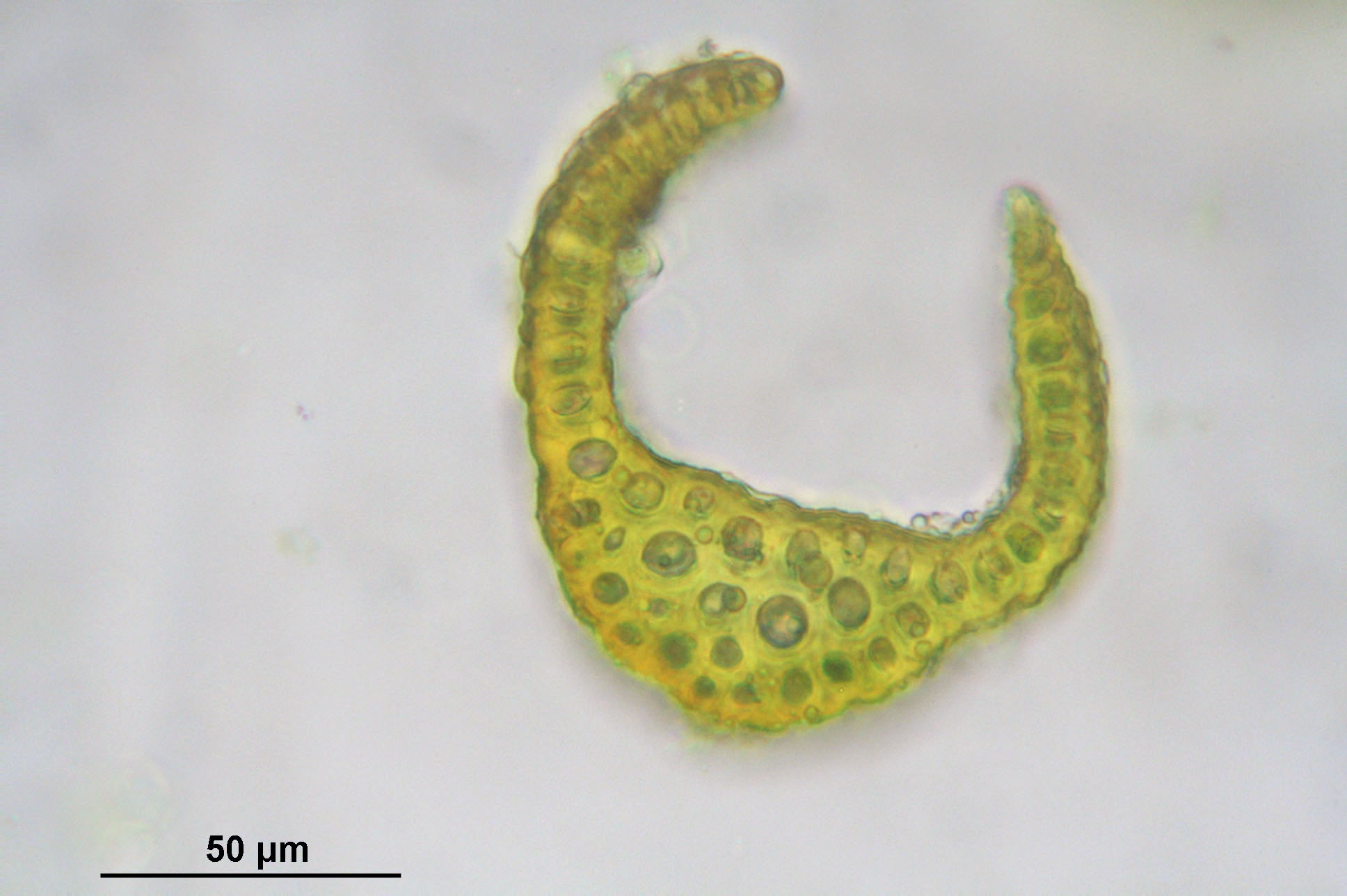
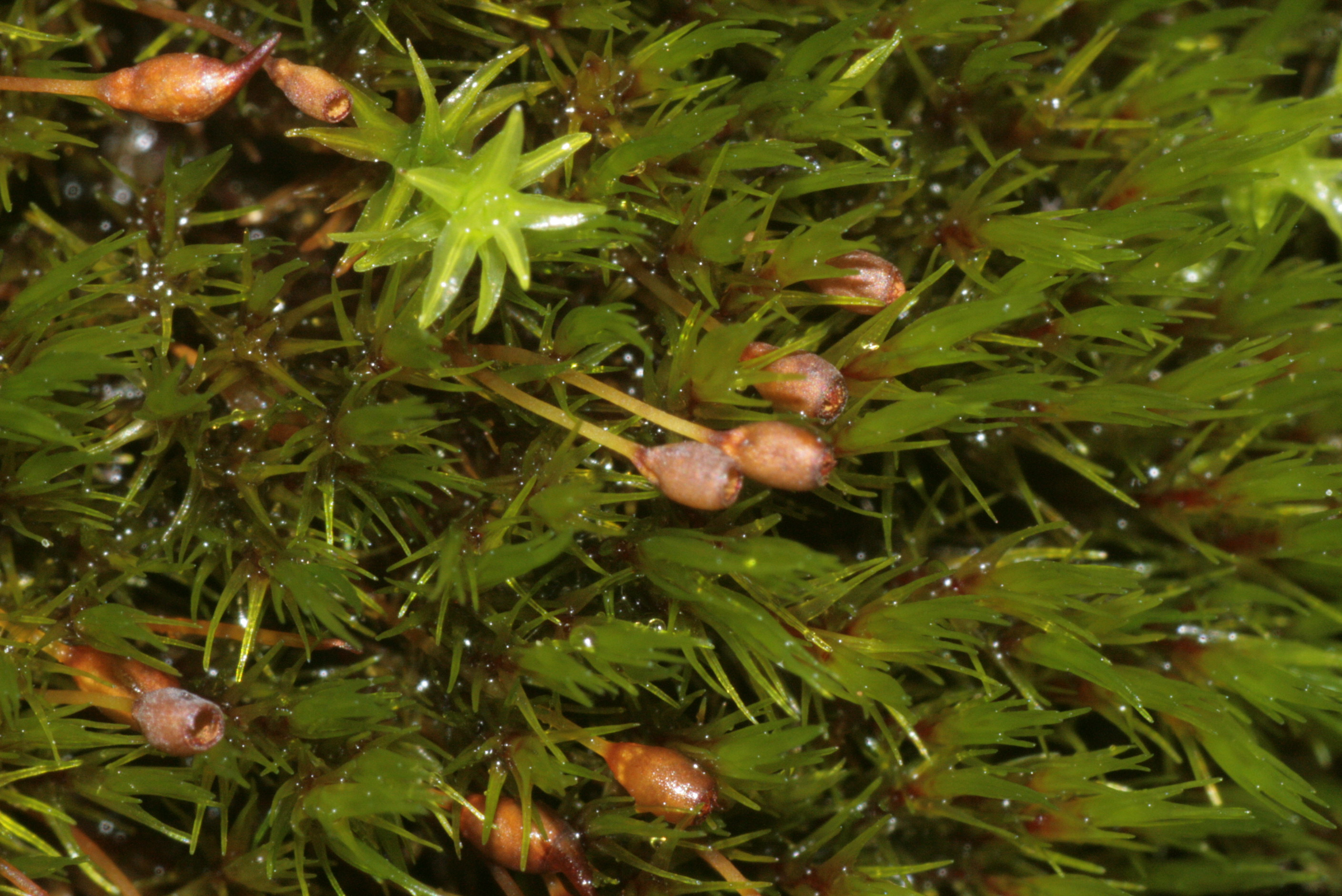